# オーストラリア国立大学
オーストラリア国立大学（オーストラリアこくりつだいがく、英語: The Australian National University、略称：ANU）は、オーストラリア連邦の首都キャンベラにある大学。
オーストラリア唯一の国立大学で、入学難易度は非常に高いとされる。"Group of Eight" や環太平洋大学協会 (APRU)、IARUのメンバー。 桂宮宜仁親王が留学したことでも有名。
2022年のQS World University Rankingsでは世界ランキング27位、オーストラリア国内と南半球の大学で1位にランクイン。2021年のTimes Higher Educationのランキングにおいては、世界59位(国内3位)にランクインしている。
1946年の設立以降、オーストラリア首相や6名のノーベル賞受賞者など、各界の著名人や研究者を数多く輩出している。

## 歴史
「オーストラリア国立大学一般事項及びにオーストラリアの国家的重要事項に関わるテーマの大学院研究と調査」という命とともに1946年にオーストラリア連邦政府によって設立された。1960年、Canberra University Collegeとの合併により、学部が加設された。2つの部門が主にあり、リサーチと大学院教育に重点を置くthe Institute of Advanced Studies（上級教育機関）と、学部生、院生両方がいる一般教育スクール（学部）を持っている。オーストラリア国立大学は又、多くの専門スクールやセンターを持っている。
オーストラリア国立大学はオーストラリア議会議定書により、規約と体制を指示されているオーストラリアで唯一の大学である。全ての他のオーストラリアの大学は、州又は地域議会によって設立されている。大学を統治する「オーストラリア国立大学議定書1991」により、15の協議会メンバーによって統治される。

## 大学の構造
オーストラリア国立大学の大学の現在の構造は、研究と教育を司っている様々なセンター、スクール（facultyが廃止されたため、以下、schoolを「学部」と呼ぶ）、リサーチスクール（研究学院）を擁する7つのカレッジ（学群）からなる。7つの学群は学位コースを行う他、リサーチを行う大学院生も所属している。
人文科学群 
3,500人以上の学生がいる。次の3部門からなる。
- 人文科学研究学院：考古学・人類学、芸術学、言語学、音楽学などの学部を持つ。
- 社会科学研究学院：社会科学（国内最高の理論・実証的研究施設）、哲学、歴史学、政治学などの学部とアラブ・イスラム学などのセンターからなる。
- 人口統計学・社会学研究所

アジア太平洋学群 
学部と院の両方で、オーストラリアで最広域のアジア学を提供する。優先するリサーチエリアは東北アジア、南アジア、南西太平洋。
- Crawford School of Public Policy
- 文化歴史言語学部
- 国際政治戦略学部
- School of Regulation, Justice & Diplomacy

経済学・商学群
ビジネスと経済学、及びそれに関する分野の教授とリサーチを行っている。
情報科学・工学群
コンピューターサイエンス学と工学の学部を持ち、システムエンジニアリング学科、テレコミュニケーション・エンジニアリング学科に加えて、コンピューターサイエンス・ラボラトリーを持つ。
法学群
1960年設立。国際法、一般法（公法）、環境法、商法、知的財産法に力を入れている。
医学・生物学・環境学群
医学、生物化学・分子生物学、植物学・動物学、海洋科学、物理学、心理学、資源学、環境、社会学やサイエンスコミュニケーションの学部を含む。2004年、オーストラリア国立大学は4年制の上級の科学学位、The Bachelor of Philosophy (Honours) を提供し始めた。このリサーチに重点を置いた学位は、オーストラリア科学学位で最も高名である。
- 生物化学研究学院:オーストラリアで最高の生物科学リサーチセンターの1つで、農学、自然環境学、健康、テクノロジーなど有意義なエリアのリサーチが行われている。
- 医学部：2001年4月10日に樹立され、2004年2月に学生受入が開始。
- The John Curtin School of Medical Research：ノーベル賞受賞者ハワード・フローリーと、当時の首相ジョン・カーティンの提案により、1948年に設立。
- The Fenner School of Environment and Society：学際的・異なった学問分野にまたがる研究 のリーダーとして評価を博している。経済学者、水文学者、歴史学者、環境学者、人類学者と土壌学者などが居て、天然資源や環境問題についての研究が行われている。

物質科学・数学群
- 天文学・天体物理学研究学院：オーストラリアで最高の天文学リサーチセンターで、2つの天文台、ストロムロ山天文台と、サイディング・スプリング天文台 を運営している。
- 化学研究学院：国家的重要エリアに集中した化学の基礎知識を広める。
- 地球科学研究学院：地球科学の大学プログラム。
- 物理工学研究学院：物理科学と工学の研究施設。研究範囲は実験的、理論的手法共に基礎から応用に及ぶ。主要な研究エリアは材料科学と材料工学、レーザー、非線形光学と光通信学、ナノテクノロジーとメゾスコピック物理、原子物理、分子と細胞核物理、プラズマ物理と表面物理、物理と環境。

## ランキング
"Group of Eight" や環太平洋大学協会(APRU)のメンバーでもある。
QS World University Rankings 2021: Top Global Universitiesでは、世界総合31位、オーストラリア国内1位にランクイン。
QS Top-universities では、 芸術・社会科学16-29位、アジアパシフィックN/A、ビジネス・経済30-51位、エンジニアリング・コンピューターサイエンス41-71位、法律17位、サイエンス39-50位にランクイン。そのキャンベラという立地上、特に社会科学や人文系に非常に強みを持っている。

## キャンパス
オーストラリア国立大学のメインキャンパスはキャンベラの郊外、アクトンに位置のほとんどを占有する。1.45km2/350エーカーのキャンパスは低木林地、ブラックマウンテン、バーリー・グリフィン湖、ターナー地区、シティーセンターに隣接している。全部で7つのホール、カレッジのうち6はキャンパスにあり、フェナー・ホールはブラッドン地区の近くのノースブーンアベニューに位置する。
ホールとカレッジ：
- w:Bruce Hall (Australian National University)
- w:Ursula Hall
- w:Fenner Hall
- w:Burgmann College
- w:John XXIII College
- w:Burton & Garran Hall
- w:Toad Hall

10,000本以上の木があり、2003年、Silver Greenhouse Challenge Award at the annual Australian Engineering Excellence Awards を受賞。

他のキャンパス：
- キオラキャンパス、サウスコースト、NSW ：実地訓練（fieldwork training)の為のキャンパス、沿岸部にある
- North Australia Research Unit : ダーウィン、ノーザンテリトリー
- 2つの天文台：
  - ストロムロ山天文台、キャンベラの近く
  - サイディング・スプリング天文台, クーナバラブラン（英語版）近郊、ニューサウスウェールズ州

### 区域
オーストラリア国立大学のキャンパスは8つの区域に分かれ、キャンパスを北東から南西に流れる、サリバンクリークの西（北西）側に3つ、東（南東）側に5つある。
- 西側の区域は：
  - Dickson 区域 - 西部：5つの学生寮； John XXIII, Burgmann, Ursula, Burton & Garran and Bruce.
  - Linnaeus 区域 - 中西部：Hancock library
  - Daley 区域 - 北西部：ジムと Willows Oval

- サリバンクリークの東側の区域は：
  - Kingsley 区域 - 北部：Union court, the Chifley library, Toad Hall, Drill hall gallery, AD Hope building
  - Baldessin 区域 - 北東部：アジア学部、the School of Art と the School of Music
  - Ellery 区域 - 中央部：Law building と HC Coombs building.
  - Liversidge 区域 - 南東部、Acton Peninsula方面：University House, Lennox House と Sir Roland Wilson Building
  - Garran 区域 - 南部：John Curtin School of Medical Research を含む South oval 南部

- キャンパスマップ - clickable with key to ANU buildings

## 日本との関係
日本の大学との関係においては、2014年7月、立命館大学との間でアジア研究を専門とする「共同学士課程」設立検討に関する覚書を締結した。共同学士課程の内容としては、異なる2大学が共同で学士課程カリキュラムを一から開発・運営を行い、両校の承認のもとで学士号を授与するというもので、2017年度のスタートを目指すことが決定された。この覚書締結の協議には安倍晋三首相も立ち会っており、日本政府としても支援する構えであることが発表された。
日本との文化的結びつきを学内で支えているのが、1980年代から活動を続ける学生団体 ANU日本クラブ（ANU Japan Club） である。同クラブは日本語会話テーブル、映画上映会、在オーストラリア日本国大使館訪問などを通じて日本文化を紹介し、日豪学生の交流を深めている。毎年開催する数百人規模の大型イベントでは多文化理解を推進するとともに、日本企業・自治体・大使館の協力を得てキャリアフォーラムやネットワーキングを企画し、学術・人的交流のハブとして機能している。

## 大学関係者

### 著名な卒業生
- 桂宮宜仁親王
- ピーター・ギャレット - ロックシンガー及び政治家
- イアン・ブルッカー - 植物学者
- ジョン・コーツ - 数学者
- ロドニー・ジョリー - 物理学者
- ドナルド・レイコック - 言語学者
- ジェームズ・トーマス・ネイル - 心理学者
- パトリック・オファレル - 歴史家
- アンドリュー・トリジェル - コンピュータープログラマー、Sambaの開発者
- ロルフ・ツィンカーナーゲル - ノーベル賞受賞者、医学研究者
- ドン・ブラッシュ - ニュージーランドの政治家
- ケビン・ラッド - オーストラリアの政治家。第26代首相
- 池間誠 - 一橋大学名誉教授
- 内堀基光 - 一橋大学名誉教授、放送大学教授
- 杉本慶子 - 理化学研究所チームリーダー
- 田中勝人 - 一橋大学教授
- 中川敏 - 文化人類学者、大阪大学教授
- 弘末雅士 - 歴史学者（東南アジア史）、立教大学教授
- 田中恭子 - 国際政治学者
- 関口祐加 - 映画監督
- 丸谷元人 - ジャーナリスト
- 野邊政雄 - 社会学者、安田女子大学教授、岡山大学名誉教授

### 教職員
- アーサー・バーチ - 有機化学
- ヘドリー・ブル - 国際関係学
- デイヴィッド・チャーマーズ - 哲学
- ジョン・コーツ - 数学
- ジョン・コッククロフト - ノーベル賞受賞者、元学長。原子物理学
- ピーター・ドハーティー - ノーベル賞受賞者。免疫学
- ジョン・C・エックルス - ノーベル賞受賞者。神経生理学
- ハワード・フローリー - ノーベル賞受賞者。薬理学
- マーク・オリファント - 物理学。元南オーストラリア州総督
- テッサ・モリス=スズキ - 日本経済史、思想史
- ヒュー・ホワイト - 戦略・防衛研究
- ティモシー・ケイン - 音楽学部ギター科教授
- 保苅実 - 歴史学。オーストラリア先住民族史
- 藤原一平 - マクロ経済学。元日本銀行金融研究所シニアエコノミスト

## 賞
オーストラリア国立大学は多くの賞のスポンサーをしている. 
- Phoenix Prize for spiritual art（リスト）